# Boris sans Béatrice
Pour plus de détails, voir Fiche technique et Distribution.
Boris sans Béatrice est un film dramatique canadien réalisé par Denis Côté et sorti en 2016.
Le film est présenté en sélection officielle à la Berlinale 2016.

## Fiche technique
- Distributeur : K-Films Amérique (Canada)
- Dates de sortie :
  - Allemagne : 12 février 2016 (Berlinale)
  - Canada : 4 mars 2016

## Distribution
- James Hyndman : Boris Malinovsky
- Simone-Élise Girard : Béatrice Malinovsky
- Denis Lavant : l'Inconnu / M. Lewis
- Isolda Dychauk : Klara
- Dounia Sichov : Helga
- Laetitia Isambert-Denis : Justine Malinovsky (fille de Boris)
- Louise Laprade : Pauline Malinovsky (mère de Boris)
- Anie-Pascale Robitaille : Docteur Miller
- Bruce LaBruce : premier ministre
- Roc LaFortune : maire
- Ludivine Reding : préposée de la boutique
- Inka Malovic : conseillère de district
- Hamidou Savadogo : Moussa
- Violaine Estérez : psychologue
- Olivier Aubin : journaliste
- Maxime Carbonneau : Oreste

## Distinction

### Sélection
- Berlinale 2016 : sélection officielle